# Michelle Alves
Michelle Alves, née le 19 septembre 1978 à Londrina au Brésil, est un mannequin brésilien.

## Biographie

### Enfance
Michelle Alves est née à Londrina, Brésil, d'une mère légiste et d'un père ingénieur. Bon élève en ingénierie à l'Université d'État de Londrina, elle se rend à São Paulo, où elle commence le mannequinat.

### Carrière
Elle est dans les éditions 2003 et 2005 de Sports Illustrated swimsuit issue (en).
Elle est actuellement[Quand ?] en contrat avec Valentino et Christian Dior[réf. nécessaire].
Elle a aussi défilé dans la présentation 2002 et 2003 de Victoria's Secret et est photographiée dans le catalogue de la même marque.
On la voit aussi dans la publicité de Cinéma, un parfum d'Yves Saint Laurent.
Au cours de sa carrière, elle est apparue en couverture de plus d'une centaine de grands magazines de mode internationaux.
En 2005, elle incarne un mannequin dans un épisode de la telenovela Belíssima.

### Vie privée
Elle est mariée avec Guy Oseary (en) depuis 2006. Ils ont eu un enfant en novembre de la même année.